# Sunrta Corona
Sunrta Corona est une corona, formation géologique en forme de couronne, située sur la planète Vénus par 8,3° N et 11,7° E. Elle est localisée dans le quadrangle de Sappho Patera. Elle a été nommée en référence à Sunrta, déesse hindoue de la fertilité. 

## Géographie et géologie
Sunrta Corona couvre une surface circulaire d'environ 170 km de diamètre. 